# Columbo (sezonul 8)
Sezonul 8 al serialului american de televiziune Columbo este format din 4 episoade, care au fost realizate la aproape 11 ani de la sfârșitul sezonului 7 și au fost difuzate de postul ABC în perioada 6 februarie – 1 mai 1989.

## Istoricul difuzării
Episoadele acestui sezon au fost difuzate inițial luni, în intervalul 21:00-23:00 (EST⁠(d)), ca parte a emisiunii de televiziune The ABC Mystery Movie. Toate episoadele anterioare ale serialului au fost difuzate de postul NBC.

## Lansare pe DVD
Episoadele sezonului 8 au fost lansate pe DVD de Universal Studios Home Entertainment⁠(d), în cadrul seriei clasice de divertisment TV Universal Classic Television.

## Episoade
| Numărul în cadrul serialului | Numărul în cadrul sezonului | Titlu                            | Regizor          | Scenarist                 | Ucigaș(ă)                                 | Victimă / Victime                       | Data difuzării în premieră | Durată  |
| --- | --------------------------- | -------------------------------- | ---------------- | ------------------------- | ----------------------------------------- | --------------------------------------- | -------------------------- | ------- |
| 46 | 1                           | „Columbo Goes to the Guillotine” | Leo Penn⁠(d)      | William Read Woodfield⁠(d) | Anthony Andrews în rolul Elliott Blake    | Anthony Zerbe în rolul Max Dyson        | 6 februarie 1989           | 93 min. |
| Elliott Blake (Anthony Andrews) este un „clarvăzător” care, împreună cu iubita și partenera sa, dr. Paula Hall (Karen Austin⁠(d)), încearcă să înșele serviciile americane de informații militare ca să-l angajeze pentru a-și folosi presupusele abilități extrasenzoriale împotriva sovieticilor. Blake și Hall organizează un test cu un set de cărți Zener⁠(d), dar Armata vrea să obțină mai multe dovezi ale abilităților lui Blake. Militarii îl aduc pe Max Dyson (Anthony Zerbe), un magician care colaborează în timpul liber pentru demascarea falșilor clarvăzători. Dyson, care nu eșuase niciodată în demascarea escrocilor, pregătește un test nou pentru Blake. Trei ofițeri ai Armatei conduc către zone alese aleatoriu și fotografiază ceea ce văd. Ei vor încerca apoi să-i transmită acele imagini lui Blake prin telepatie. Spre surprinderea și încântarea funcționalilor oficiali ai Armatei, Blake trece testul. Ceea ce militarii nu știu, totuși, este că Blake și Dyson sunt vechi cunoștințe care au petrecut amândoi un timp împreună într-o închisoare din Uganda, iar Dyson l-a ajutat pe vechiul său prieten să treacă testul în amintirea vremurilor de demult. Din nefericire pentru Dyson, Blake îl dușmănește pentru că a dezvăluit gardienilor planurile sale de evadare, obținând în schimb eliberarea sa anticipată și aducându-i lui Blake un spor de pedeapsă de trei ani. Falsul clarvăzător găsește ocazia pentru a se răzbuna: el îl prinde pe Dyson în ghilotina din propria casă și îl decapitează. Columbo trebuie acum să rezolve crima înainte ca guvernul să-l angajeze pe Blake în cadrul serviciilor secrete, schimbându-i identitatea. Indiciu/întorsătură finală: Columbo îl determină pe Blake să facă mărturisiri și să încerce să-l ucidă, amenințându-l că va căuta dovezi atâta timp cât este nevoie pentru a-l aresta. Atunci când Blake încearcă să-l omoare pe Columbo cu ghilotina, el își mărturisește crima în timp ce declanșează căderea lamei. Totuși, Columbo trucase ghilotina, așa că scapă nevătămat. Acesta a fost primul episod difuzat de rețeaua ABC și a fost vizionat în cadrul emisiunii The ABC Mystery Movie. |                             |                                  |                  |                           |                                           |                                         |                            |         |
| 47 | 2                           | „Murder, Smoke and Shadows”      | James Frawley    | Richard Alan Simmons      | Fisher Stevens în rolul Alex Brady        | Jeff Perry în rolul Leonard Fisher      | 27 februarie 1989          | 95 min. |
| Înainte de a avea succes în mediul cinematografic de la Hollywood, tânărul regizor Alex Brady (Fisher Stevens) a făcut un film de 16 mm în care o tânără, Jenny Fisher, a murit în urma unui accident de motocicletă. Brady și cameramanul său au convenit să pretindă că femeia nu a mai ajuns la filmări, făcând ca ancheta oficială să se încheie cu concluzia că a fost o moarte accidentală. Într-una din zile, fratele lui Jenny, Leonard Fisher (Jeff Perry), vine special din Albany la studioul cinematografic cu o copie a filmului care îi fusese lăsată de cameramanul lui Brady, recent decedat. Leonard îl acuză pe Brady de moartea surorii sale în timpul filmării unei scene periculoase cu zece ani mai devreme și promite că va folosi acel film pentru a distruge reputația regizorului. Brady pune la cale uciderea vechiului său prieten pentru a evita scandalul care putea să-i compromită cariera: Leonard este atras în noaptea următoare pe unul dintre platourile de filmare ale studioului și moare electrocutat atunci când atinge un gard electric. Indiciu/întorsătură finală: Atunci când își dă seama că locotenentul Columbo se apropie din ce în ce mai mult de rezolvarea crimei, Brady angajează două actrițe pentru a pune în scenă o cacealma care să îndrepte ancheta detectivului într-o altă direcție. Columbo nu se lasă păcălit, observând că una dintre actrițe era îmbrăcată în asistentă cu toate că în acea zi nu era programată filmarea unei astfel de scene. Pentru a obține dovezile necesare, el organizează șantajarea regizorului de către bătrâna sa secretară, folosind polițiști sub acoperire ca martori ai încercării de mituire a femeii pentru a păstra tăcerea. Modelul real al personajului Alex Brady este Steven Spielberg, care s-a confruntat cu un accident mortal pe platourile de filmare la începutul carierei. Molly Hagan⁠(d) interpretează aici rolul iubitei lui Alex Brady, Ruth Jernigan. |                             |                                  |                  |                           |                                           |                                         |                            |         |
| 48 | 3                           | „Sex and the Married Detective”  | James Frawley    | Jerry Ludwig              | Lindsay Crouse⁠(d) în rolul Joan Allenby   | Stephen Macht⁠(d) în rolul David Kincaid | 3 aprilie 1989             | 95 min. |
| Terapeuta specializată în probleme sexuale dr. Joan Allenby (Lindsay Crouse⁠(d)) prezintă o emisiune radiofonică populară cu apeluri în direct și este autoarea unui manual de autoajutorare, devenit bestseller, intitulat The Courtesan Complex [„Complexul curtezanei”]. Ea întreține, de asemenea, de mai multă vreme o relație sentimentală cu partenerul ei de afaceri David Kincaid (Stephen Macht⁠(d)). Într-o noapte, întorcându-se neașteptat la birou din cauza amânării unei curse aeriene către Chicago, dr. Allenby îl surprinde pe David făcând sex în camera de terapie cu secretara ei, Cindy Galt (Julia Montgomery). Dr. Allenby este umilită de trădarea iubitului ei și decide să-l omoare după ce se întoarce de la Chicago. În acest scop, ea se deghizează mai întâi într-o prostituată îndrăzneață de înaltă clasă pe nume „Lisa” și, purtând o perucă neagră și o îmbrăcăminte neagră sexy, părăsește un eveniment muzical organizat în scopul strângerii de fonduri, apoi merge la un bar din apropiere unde stabilise să se întâlnească cu David, sub pretextul unui „joc” sexual. Asigurându-se că este văzută, Joan Allenby îl convinge pe David să meargă împreună la cabinetul ei. Odată ajunși acolo, ea îl împușcă, apoi face să pară că misterioasa „femeie în negru” a comis crima. Indiciu/întorsătură finală: În cursul primei lor întâlniri, Columbo observă că noua haină a lui Allenby are încă atașată eticheta cu prețul. El încearcă mai târziu să facă o legătură între noua haină și costumul „femeii în negru”, iar una dintre angajatele magazinului din Chicago care i-a vândut peruca o recunoaște pe terapeută din fotografia aflată pe coperta cărții ei. În acest episod locotenentul Columbo cântă la tubă, instrument la care a învățat să cânte în facultate (pentru că era singurul instrument muzical rămas). |                             |                                  |                  |                           |                                           |                                         |                            |         |
| 49 | 4                           | „Grand Deceptions”               | Sam Wanamaker⁠(d) | Sy Salkowitz              | Robert Foxworth⁠(d) în rolul Frank Brailie | Andy Romano⁠(d) în rolul Lester Keegan   | 1 mai 1989                 | 95 min. |
| Colonelul Frank Brailie (Robert Foxworth⁠(d)) conduce o școală paramilitară de antrenament a mercenarilor, aflată sub patronajul fundației generalului Jack Padget (Stephen Elliott⁠(d)). Bătrânul general este folosit mai mult ca paravan, iar Brailie deturnează sume mari de bani ale fundației prin „Fondul pentru proiecte speciale”, care este folosit în secret pentru finanțarea unor tranzacții ilegale cu arme. În același timp, colonelul întreține o relație amoroasă cu tânăra soție a generalului, Jenny (Janet Eilber). Suspectând o deturnare de fonduri, generalul Padget îi cere unui subordonat, sergentul major Lester Keegan (Andy Romano⁠(d)), să cerceteze această chestiune. Keegan găsește dovezi, dar, în loc să-i raporteze generalului ceea ce a constatat, decide să-l șantajeze pe colonel. În timpul unui exercițiu de antrenament, organizat în noaptea în care are loc o petrecere cu ocazia zilei de naștere a generalului, Brailie se strecoară neobservat în tabăra de mercenari, purtând o mască de schi, și îl înjunghie pe Keegan, iar apoi, pentru a crea impresia unui accident tragic, pune cadavrul deasupra unei mine terestre ce urmează a fi detonată. După săvârșirea crimei, colonelul revine pe furiș în casa generalului și își creează un alibi fals, pretinzând că a asamblat în acest timp o dioramă a Bătăliei de la Gettysburg (1863). Indiciu/întorsătură finală: Columbo își dă seama că o cutie etichetată ca având cărți (pe care Brailie o primise mai devreme în ziua crimei) era prea mică pentru a conține numărul de cărți pe care trebuia să le conțină și, prin urmare, cutia trebuia să fi conținut soldații de jucărie pentru dioramă, iar cărțile trebuiau să fi ajuns cu un transport ulterior (care, potrivit lui Brailie, ar fi conținut soldații de jucărie). Asta însemna că Brailie schimbase etichetele de pe cutii și avusese timp suficient pentru a asambla diorama pe parcursul zilei, nemaiavând, prin urmare, niciun alibi pentru momentul crimei. |                             |                                  |                  |                           |                                           |                                         |                            |         |